# Czubniczka cuchnąca
Czubniczka cuchnąca (Cystolepiota bucknallii (Berk. & Broome) Singer & Clémençon) – gatunek grzybów z rodziny pieczarkowatych (Agaricaceae).

## Systematyka i nazewnictwo
Pozycja w klasyfikacji według Index Fungorum: Agaricaceae, Agaricales, Agaricomycetidae, Agaricomycetes, Agaricomycotina, Basidiomycota, Fungi.
Po raz pierwszy takson ten zdiagnozowali w 1881 r. Berkeley i Broome nadając mu nazwę Agaricus bucknallii. Obecną, uznaną przez Index Fungorum nazwę nadali mu w 1972 r. Rolf Singer i Heinz Clémençon.
Synonimy naukowe:

- Agaricus bucknallii Berk. & Broome 1881
- Cystoderma bucknallii (Berk. & Broome) Singer 1939
- Cystolepiota bucknallii var. lilacina (Quél.) Bon 1993
- Lepiota bucknallii (Berk. & Broome) Sacc. 1887
- Lepiota lilacina Quél. 1876
- Lepiota seminuda subsp. lilacina (Quél.) Sacc. 1897
- Lepiota seminuda var. lilacina Quél. 1877

Nazwę polską zaproponował Władysław Wojewoda w 2003 r. W polskim piśmiennictwie mykologicznym gatunek ten opisywany był też jako czubajeczka Bucknala.

## Morfologia
Kapelusz
Średnicy 1–3 cm, barwy od jasnoliliowej do fioletowej, u dojrzałych owocników blednący, o powierzchni pokrytej mącznym lub ziarnistym komórkowym nalotem.
Hymenofor
Blaszkowy, blaszki barwy żółtawej, o regularnej tramie.
Trzon
Barwy kapelusza, pokryty mączystym nalotem, z zanikającą strefa pierścieniową.
Miąższ
O charakterystycznym zapach gazu koksowniczego lub skatolu, podobnie jak u gąski siarkowej (Tricholoma sulphureum).
Wysyp zarodników
Biały, dekstrynoidalny. Zarodniki o pokroju eliptycznym, wydłużone, o wymiarach ok. 7,5–9×3–3,5 μm, gładkie, bez pory rostkowej.

### Występowanie i siedlisko
Potwierdzono notowania tego gatunku w Austrii, Danii, Francji, Hiszpanii, Niemczech, Norwegii, Rosji, Szwecji i Wielkiej Brytanii. Występuje również w Polsce,Barbara Gumińska podała 3 stanowiska tego gatunku (na stokach Ociemnego Wierchu, przy ujściu Ociemnego Potoku i pod Sokolą Percią).
Saprotrof. Występuje w lasach liściastych i mieszanych, przeważnie na wapiennych glebach. Wytwarza owocniki od sierpnia do października.